# George Alcock MacDonnell
George Alcock MacDonnell (16. srpna 1830, Dublin – 3. června 1899, Londýn) byl irský duchovní (reverend) a jeden z nejsilnějších britských amatérských šachových hráčů druhé poloviny 19. století.
MacDonnell patřil více než třicet let k výrazným londýnským šachovým postavám. Nevyhrál sice žádný významný turnaj, ale získal několik uznávaných umístění na dalších místech. Vedl šachovou rubriku v Illustrated Sporting and Dramatic News a napsal dvě šachové knihy: Chess Life Pictures (1883) and Knights and Kings of Chess (1894). S jeho jménem je spjat malý skandál, když roku 1878 odstoupil z turnaje, na kterém hrál údajný šachový automat Mephisto (řízený tehdy Isidorem Gunsbergem), protože odmítl proti automatu nastoupit, pokud nebude znát jméno jeho operátora.

## MacdDonellovy šachové výsledky
- třetí až čtvrté místo (společně s Johnem Owenem) na turnaji v Londýně roku 1862 (celkem čtrnáct hráčů, zvítězil Adolf Anderssen),[4]
- dvě vítězství 8:5 a 6:3 (=1) v zápasech s Gerogem Henrym Mackenziem v Dublinu roku 1862,[5]
- druhé místo v konkurenci dalších čtyř hráčů na turnaji v Dublinu roku 1865, když získal stejný počet bodů jako vítěz Wilhelm Steinitz, se kterým pak prohrál v play-off,[6]
- druhé až třetí místo (společně s Jamesem Innesem Minchinem1) na prvním šachovém mistrovství Velké Británie roku 1866 v Londýně (celkem se zúčastnilo pět hráčů, zvítězil Cecil De Vere)[7]
- třetí až čtvrté místo (společně s Cecilem De Verem) na turnaji v Dundee roku 1866 (celkem se zúčastnilo deset hráčů, zvítězil Gustav Neumann)[8]
- třetí až páté místo (společně s Johnem Owenem a Robertem Bownasem Wormaldem2) na turnaji v Londýně roku 1869 (celkem jedenáct hráčů, zvítězil Joseph Henry Blackburne)[9]
- třetí až páté místo (společně s Johannesem Zukertortem a Cecilem De Verem) na turnaji v Londýně roku 1872 (celkem osm hráčů, zvítězil Wilhelm Steinitz)[10]
- čtvrté místo na čtvrtém BCA Challenge Cupu v Londýně roku 1872 (celkem osm hráčů, zvítězil John Wisker v play off),[11]
- vítězství 3:0 (=1) v zápase s Johnem Wiskerem v Bristolu roku 1873 a prohra s tím samým soupeřem 4:7 (=4) v Londýně roku 1874,[12]
- čtvrté místo na turnaji v Londýně roku 1876 (celkem osm hráčů, zvítězil Joseph Henry Blackburne)[13]
- čtvrté (poslední) místo na turnaji v Londýně roku 1879 (zvítězil Henry Edward Bird)[14]
- třetí místo na minor turnaji v Londýně roku 1883 (celkem devatenáct hráčů, zvítězil Curt von Bardeleben),[15]
- páté až šesté místo (společně s Rudolfem Lomanem3) na turnaji v Londýně roku 1885 (zvítězil Isidor Gunsberg),[16]
- šesté místo na turnaji ve Stamfordu roku 1887 (zvítězil Joseph Henry Blake4)[16]